# Columna eruptiva

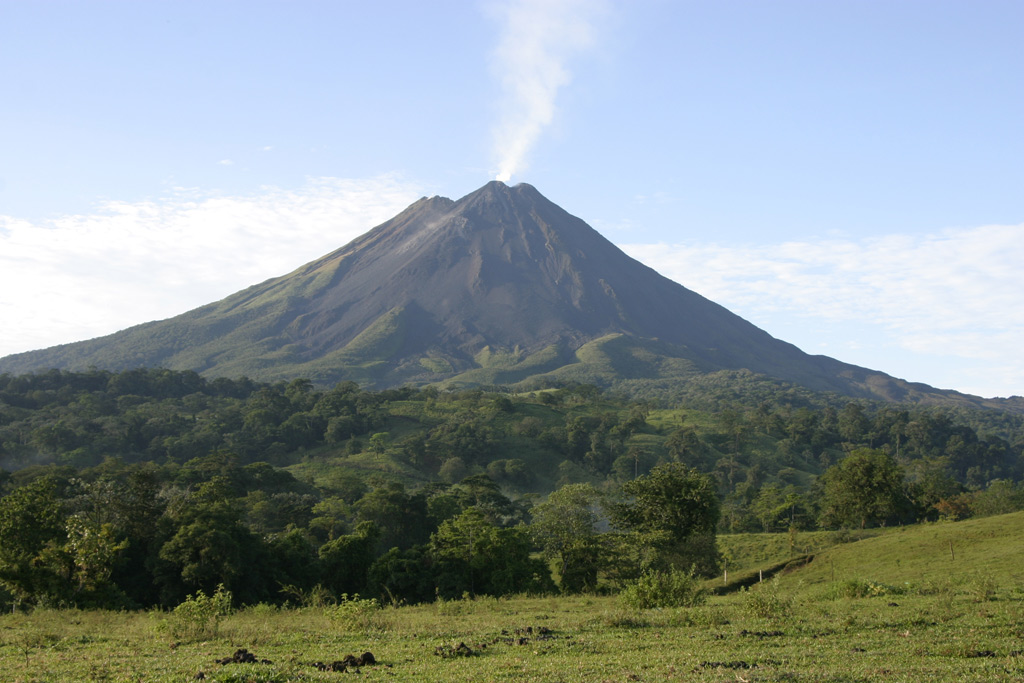
Columna eruptiva de l'Arenal a Costa Rica

La columna eruptiva és el raig de gas que anuncia el començament d'una erupció d'un volcà. Es tracta d'un raig emès a gran velocitat, de temperatura elevada i que assoleix una altura d'entre 5 i 40 km Les columnes eruptives transporten fragments de roca denominats tefra o piroclasts, i cendres, en ascens diabàtic. Una vegada formada, la columna pot col·lapsar-se produint fluixos piroclàstics que descendeixen pels canals del volcà.
L'altura d'una columna eruptiva està determinada per la temperatura del material expel·lit i per la taxa d'emissió d'aquest.
Estructuralment, una columna eruptiva està formada per una zona inferior d'empenta per gasos i d'una zona superior convectiva. L'ascens de la columna és continu per convecció fins que la seva densitat és igual a la de l'atmosfera circumdant, després de la qual cosa sofreix una expansió lateral; no obstant això, a causa de la inèrcia, també continua ascendint i acaba per formar un núvol en forma de paraigua que ajuda la dispersió de les tefres o piroclasts, encara que normalment acaben per caure en un radi d'uns 5 km al voltant del volcà. Així mateix, els vents actuen sobre les cendres més fines i les transporten en la direcció en la qual bufen amb una velocitat d'acord amb la seva intensitat. Així es forma un núvol de cendres que pot desplaçar-se fins a milers de quilòmetres.

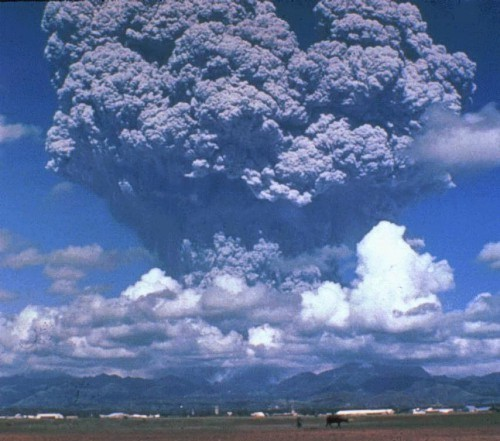
Columna eruptiva sobre el Mont Pinatubo a les Filipines.
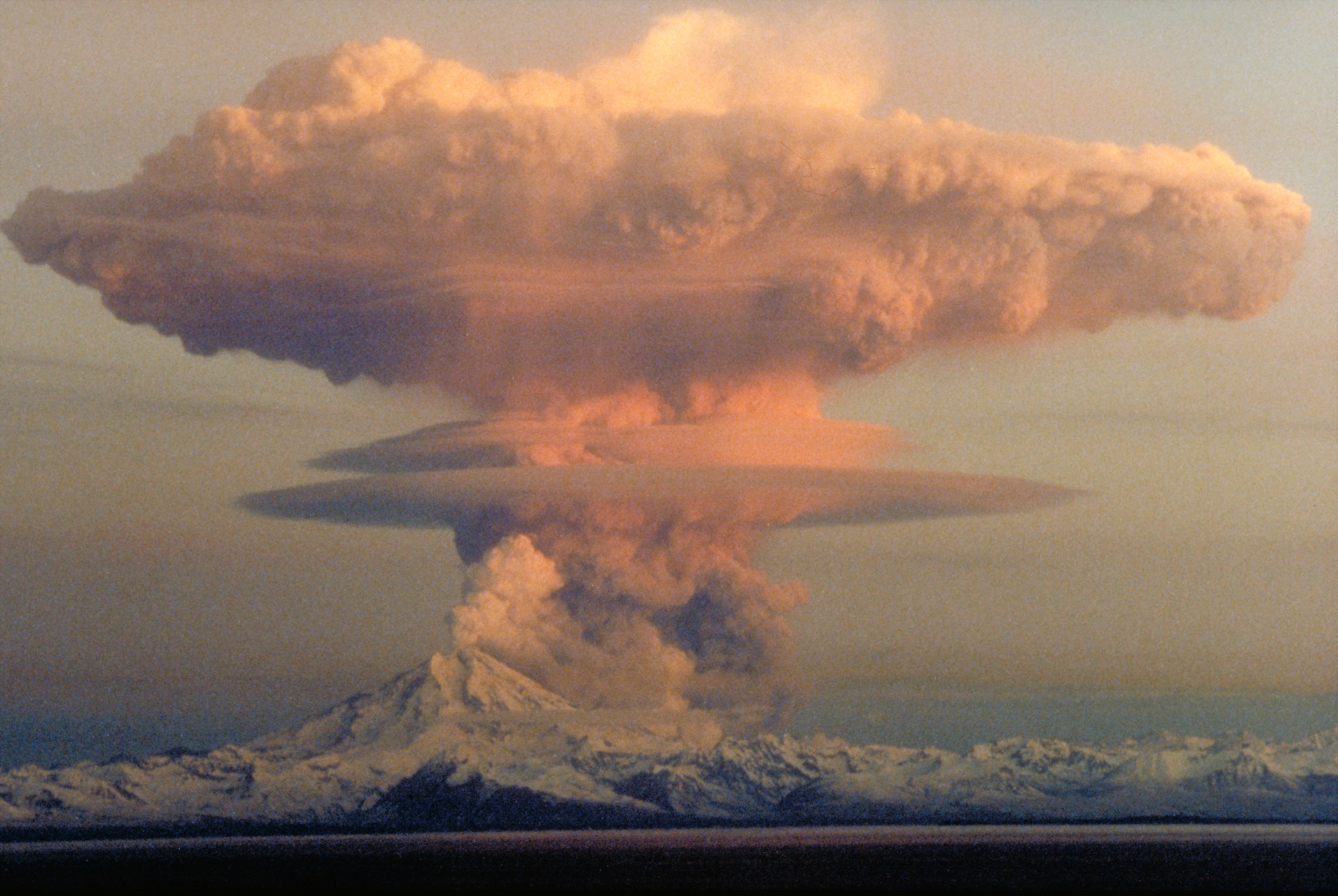
Columna eruptiva elevant-se per sobre del Mont Redoubt, a Alaska.